# Decanteren (scheikunde)
Decanteren is een scheidingsmethode die onder andere in de scheikunde wordt toegepast.
Een mengsel van twee stoffen die een verschillende dichtheid hebben en niet in elkaar oplossen, zal na verloop van tijd twee fasen vormen. Tijdens het staan zal de stof met de grootste dichtheid (vaak de vaste stof) zich onder in het vat verzamelen, de stof met de kleinere dichtheid (meestal dus de vloeistof) zal zich meer bovenin verzamelen. Door voorzichtig een van de twee fasen weg te gieten, bijvoorbeeld door het openen van een kraantje of het kantelen van een bekerglas, kunnen de twee stoffen van elkaar gescheiden worden.

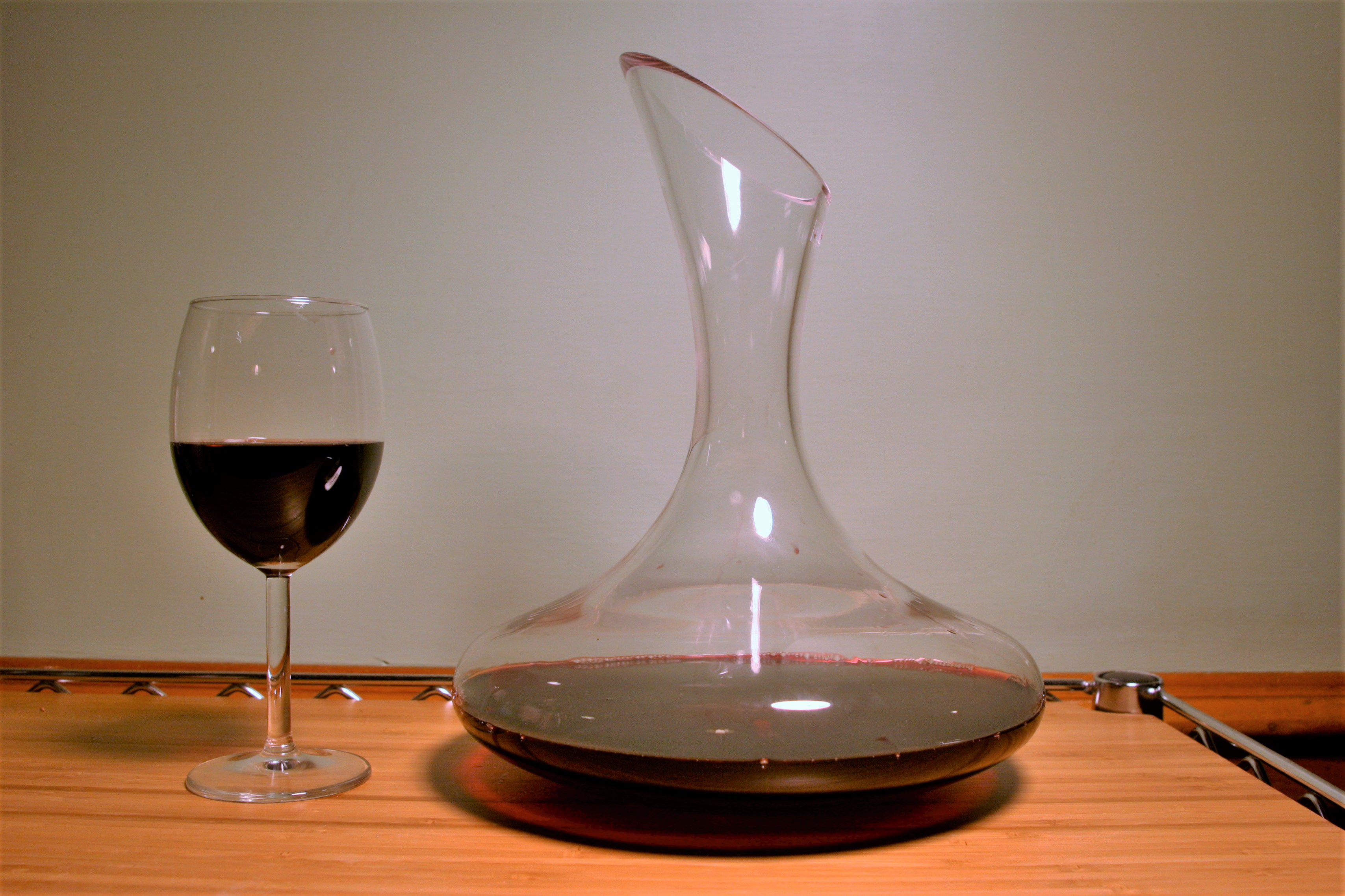
Decanteren van bezinksel in wijn

Voor het scheiden van een vaste stof en vloeistof kan men gebruikmaken van een bekerglas. In dit eenvoudige geval kan men op eenvoudige wijze de vloeistof afgieten. Een voorbeeld is een mengsel van water en zand. Deze methode wordt in het laboratorium dikwijls toegepast als de vaste stof die in het vat of de beker achterblijft in hetzelfde vat nog andere bewerkingen kan ondergaan.

Scheiden door middel van een scheitrechter.
1: kleinste dichtheid
2: grootste dichtheid

Wanneer men echter twee vloeistoffen heeft, maakt men meestal gebruik van een scheitrechter. Hierbij is het belangrijk te weten welke de gewenste fase is:
- indien de gewenste fase de grootste dichtheid heeft, dan opent men voorzichtig het kraantje tot de onderste vloeistoflaag net niet doorgelopen is om een zo zuiver mogelijke fractie te bekomen.
- indien de gewenste fase de kleinste dichtheid heeft, dan bevindt deze zich echter bovenaan. Men laat eerst de onderste fase wegvloeien, samen met een heel klein beetje van de bovenste fase om een zo zuiver mogelijke fractie te bekomen. Uiteindelijk kan men in een ander recipiënt de gewenste fase opvangen.

## Industrie
Om op industriële schaal te decanteren wordt een machine gebruikt die een decanteermachine wordt genoemd. Een toepassing hiervan is bijvoorbeeld te zien in het ontwateren van slib uit een afvalwaterinstallatie (RWZI), maar ook in chemische productieprocessen om gevormde kristallen af te scheiden uit een vloeistof, zoals in de productie van tereftaalzuur (PTA).